# 魯道夫 (奧地利皇儲)
奧地利皇儲魯道夫（德語：Rudolf, Kronprinz von Österreich，1858年8月21日—1889年1月30日），奥地利皇帝弗朗茨·约瑟夫一世与奥地利皇后伊丽莎白之獨子。
與父親的保守主义立場相反，魯道夫個人偏好自由主义及马扎尔人，譬如父親總是穿著軍服並對他同樣要求，就讓他備感痛苦；又因為父親的壓力，其於1881年被迫娶了比利时国王利奥波德二世之次女史蒂芬妮。魯道夫的婚姻極其不幸，使他非常地不快樂，他曾寫信給教宗以求離婚，但遭到父親果斷嚴厲的禁止。以上與父親的種種衝突，促成他婚後的精神沮喪，特別是1883年魯道夫之獨女伊麗莎白·瑪麗出生後，他與妻子的婚姻幾乎瓦解，他因此走上借酒澆愁及外遇之路。
魯道夫的政治立場以反俄及反德著名，他特別反對1888年上台的德皇威廉二世，批評父親自1879年德奧同盟後的親德路線。
魯道夫最後精神崩潰(不過主因或直接原因仍是謎團)，導致了梅耶林惨案。過世後，其堂弟弗朗茨·斐迪南大公成為皇儲。他那位本來就鬱鬱寡歡的母親奧地利皇后伊丽莎白，承受不了獨子的自殺打擊，從此陷入絕望及憂鬱症，再也沒有恢復過來。